# Джованні Понтано
Джованні Понтано (*7 травня 1426, Черрето — †1503, Неаполь) — італійський поет-гуманіст. 

## З біографії
Один з найвизначніших латиномовних поетів Відродження, який надав латині рідкісної виразності й гнучкості. Керівник гуртка неаполітанських гуманістів і співзасновник Понтанівської академії. Світоглядові Понтано притаманні раціоналізм і залюбленість у природу й матеріально-чуттєвий світ, що позначилось і на його поезії. Залишив велику прозову й поетичну спадщину. Найзначніші твори — дидактична поема «Уранія», поема-ідилія «Лепідіна» (1486), поетична збірка «Неаполітанець, або Про кохання», елегії «Про подружню любов» (кн. 1—3, 1480—84), колискові пісні («Неннії»).

## Твори
Поезія
- Parthenopeus sive Amorum libri II (1455-58)
- Eclogae
- De amore coniugali libri III (Книга II: Naeniae, колискові для своїх дітей)
- Eridanus
- Urania sive de stellis libri V
- Lepidina
- De tumulis
- De laudibus divinis
- Hendecasyllabi seu Baiarum libri II
- Jambici

та ін.
Діалоги
- Dialogus qui Antonius inscribitur. Неаполь 1491.
- Dialogus qui Charon inscribitur. Неаполь 1491.
- Actius
- Asinus
- Aegidius

та ін.
Філософія
- De aspiratione liber. Неаполь 1481.
- De Fortitudine bellica. Неаполь 1490.
- De Oboedentia. Неаполь 1490.
- De prudentia
- De liberalitate
- De immanitate
- De magnanimitate
- De sermone libri VI (теорія жарту)
- De principe (Ad Alphonsum Calabriae ducem de Principe, 1490)
- De beneficentia
- De magnificentia
- De splendore
- De conviventia
- De fortuna

та ін.
Астрономія
- Meteora de hortis Hesperidum libri II (вчені вірші)
- De rebus caelestibus libri XIV

Інше
- Historia Neapolitana ("Історія Неаполя") (також: De bello Neapolitano ("Про неаполітанську війну", повна назва: De Ferdinando I. rege Neapolitano Alfonsi filio libri VI)
- Epistolae

## Сучасні видання
- Ioannis Iovani Pontani Carmina. Egloghe – Elegie – Liriche. A cura di Johannes Oeschger. Bari 1948.
- Ioannis Iovani Pontani Hendecasyllaborum libri. Edidit Liliana Monti Sabia. Portici 1978.
- Giovanni Pontano, Dialoge (lateinisch-deutsch).  Übers. von Herrmann Kiefer u. a. Mit einer Einleitung von Ernesto Grassi. Humanistische Bibliothek Reihe II, Band 15. Fink, München 1984, ISBN 3-7705-2144-7.
- Drei neapolitanische Humanisten über die Liebe. Lateinisch und deutsch und mit Anmerkungen versehen von Nikolaus Thurn. Itinera classica, Bd. 3. Scripta-Mercaturae-Verl., St. Katharinen 2002, ISBN 3-89590-133-4.